# گورام ساگارادزه (بازیگر)
گورام ساگارادزه (گرجی: გურამ საღარაძე; ۱۲ ژانویهٔ ۱۹۲۹ – ۱۷ ژانویهٔ ۲۰۱۳) بازیگر اهل کشور گرجستان بود که بیش از ۶۰ سال فعالیت حرفه‌ای او به طول انجامید و عمدتاً با تئاتر روستاولی مرتبط بود.

## جوایز:
او برندهٔ جوایزی همچون جایزه دولتی اتحاد شوروی، جایزه هنرمند مردمی اتحاد جماهیر شوروی، و نشان پرچم سرخ کار شده‌بود.